# Tude
Tude is een bestuurslaag in het regentschap Alor van de provincie Oost-Nusa Tenggara, Indonesië. Tude telt 1141 inwoners (volkstelling 2010).